# Handlarze lodu
Handlarze lodu (ang. Ice Merchants) – portugalsko-brytyjsko-francuski animowany film krótkometrażowy z 2022 roku w reżyserii João Gonzaleza.  Został nagrodzony na 75. Międzynarodowym Festiwalu Filmowym w Cannes, gdzie miał swoją premierę w ramach Międzynarodowego Tygodnia Krytyki 2022 (Semaine de la Critique). Film był prezentowany na wielu międzynarodowych festiwalach filmowych, zdobywając liczne dalsze nominacje i nagrody, w tym nominację do Oscara.  

## Autorzy
Film ma 14 minut i powstał w koprodukcji Portugalii, Francji i Wielkiej Brytanii.
- Scenariusz, reżyseria, muzyka, projekt plastyczny: João Gonzalez[5]
- Główny producent: Bruno Caetano[5]
- Koproducent: Michaël Proença[5]
- Animacja: João Gonzalez i Ala Nunu[5]
- Dźwięk: Ricardo Real i Ed Trousseau[5]

## Fabuła
Ojciec i syn codziennie skaczą ze spadochronem ze swojego domu na urwisku, by udać się do odległej wioski, gdzie sprzedają wytwarzany przez siebie lód. Zdaniem recenzenta The New Yorker, jednym z tematów filmu jest powtarzalność i absurdalność wykonywanej przez nich pracy, ale istotną rolę odgrywa także ich relacja do nieobecnego członka rodziny, symbolizowanego przez żółty kubek, którego nikt w domu nie używa. 

## Nagrody i nominacje
Film zdobył liczne nominacje i nagrody na festiwalach filmowych.
- Międzynarodowy Festiwal Filmowy w Cannes, nagroda Leitz Cine Discovery[3][4]
- Międzynarodowy Festiwal Filmowy w Toronto, nominacja do nagrody IMDbPro Short Cuts dla najlepszego filmu[7][8]
- Międzynarodowy Festiwal Filmowy w Melbourne, nagroda Najlepszy krótkometrażowy film animowany[9]
- Międzynarodowy Festiwal Filmowy w Chicago, Złoty Hugo dla najlepszego krótkometrażowego filmu animowanego[10]
- Europejskie Nagrody Filmowe, nominacja do nagrody Animowany europejski film krótkometrażowy[11]
- Międzynarodowy Festiwal Filmowy w Valladolid
  - Nagroda Silver Spike dla najlepszego filmu krótkometrażowego[12]
  - Wyróżnienie specjalne Green Spike dla najlepszego filmu krótkometrażowego[12]
- Międzynarodowy Festiwal Filmów Krótkometrażowych Vila Do Conde, Portugalia
  - Najlepszy Film w konkursie krajowym[13]
  - Nagroda Publiczności  w konkursie międzynarodowym[13]

Dzięki uzyskanym nagrodom międzynarodowym film znalazł się na krótkiej liście 15 filmów kandydujących do nagrody Oscar w kategorii Najlepszy krótkometrażowy film animowany, następnie uzyskał nominację, ale nie dostał tej nagrody. 